# 미국심장협회
미국심장협회(American Heart Association, AHA)는 미국의 비영리단체로, 심장 및 혈관과 관계된 질병들에 대한 연구를 지원하고 심혈관질환으로 인한 사망과 장애를 줄일 수 있는 의료 수준 향상, 일반인들의 생활습관 개선을 도모하기 위해 설립된 단체이다. 1924년 뉴욕에서 설립된 심장질환 예방 및 치료협회(Association for the Prevention and Relief of Heart Disease)를 그 모태로 하며, 현재는 텍사스주 댈러스에 본부가 위치하고 있다.
AHA는 심혈관질환의 예방 지침과 심폐소생술의 가이드라인(BLS, ACLS 과정 등)을 제공하는 것으로 널리 알려져 있다. 이외에도 1970년대부터 시작된 대중적 캠페인과 공공 서비스 홍보, 모금 등의 지속적인 활동을 하고 있다. AHA는 1994년 Chronicle of Philanthropy에서 선정한 "미국의 가장 인기있는 비영리단체 순위"에서 5위를 차지했으며, 포브스 지의 2018년 조사에서는 미국에서 22번째로 큰 자선단체로 꼽혔다.

## 공식 발간물

### 학술지
- Hypertension
- Arteriosclerosis, Thrombosis, and Vascular Biology
- Stroke
- Circulation
- Circulation
- Circulation Arrhythmia and Electrophysiology[8]
- Journal of the American Heart Association: Cardiovascular and Cerebrovascular Disease
- Circulation: Genomic and Precision Medicine
- Circulation: Cardiovascular Imaging
- Circulation: Cardiovascular Interventions
- Circulation: Cardiovascular Quality and Outcomes
- Circulation: Heart Failure
- Circulation Research

### 가이드라인
- 기본소생술 (BLS)
- 전문심장소생술 (ACLS)

## 같이 보기
- 심장충격기
- 미국 심장의 달
- 심폐소생술